# Fibonacci

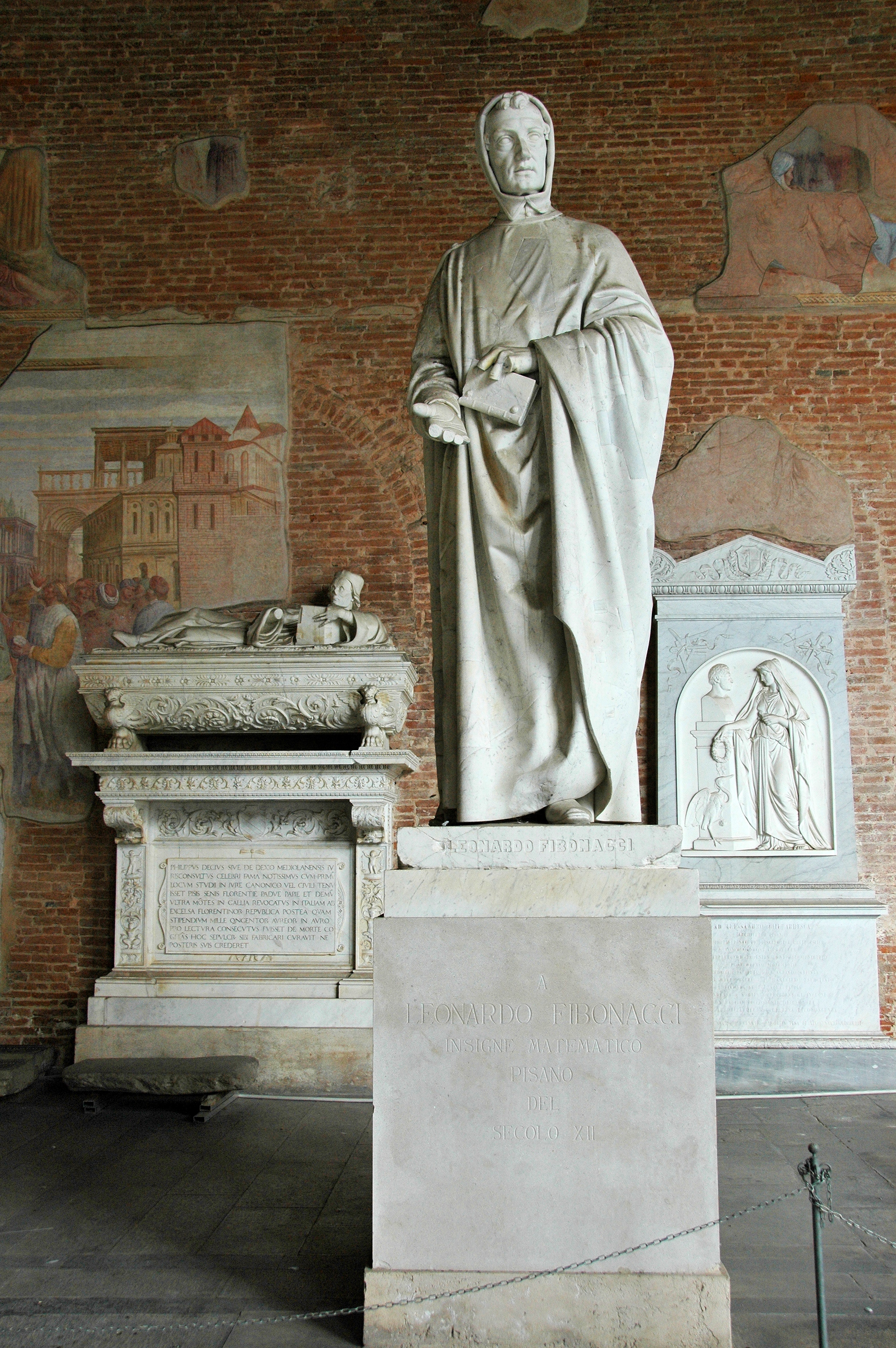
Fibonacci szobra Pisában

Fibonacci, más néven Leonardo di Pisa vagy Leonardo Pisano, Leonardo Bonacci, Leonardo Fibonacci (Pisa, 1170 k. – 1250 k.) itáliai matematikus. Leginkább arról nevezetes, hogy ő terjesztette el a hindu–arab számírást Európában a Liber Abaci című könyvével. A róla elnevezett Fibonacci-számokat nem ő fedezte fel, de példaként használta ugyanebben a művében.
Egyes vélemények szerint „a középkor legtehetségesebb matematikusa”.

## Élete
Leonardo a Toszkánai Őrgrófsághoz tartozó, ám de facto független pisai városállambeli kereskedőcsaládban született. Apját Bonacciónak becézték, ami „jó természetű”-t, „egyszerű”-t jelent. Leonardo anyja, Alessandra, a gyermek kilencéves korában meghalt. A Fibonacci becenevet, amely a filius Bonacci, azaz Bonaccio fia kifejezésből ered, halála után kapta.
Leonardo apja, Guglielmo kereskedelmi ügyvivő volt (néhány feljegyzés szerint Pisa követe) Bugiában (másként Bougie, ma Bedzsája, Algéria), egy Algírtól keletre fekvő kikötővárosban, az Almohád-dinasztia szultanátusában, Észak-Afrikában. Leonardo fiatalkorában apjához utazott, hogy segítsen neki, ennek során ismerkedett meg a hindu–arab számírással. Felismerve, hogy a hindu számjegyekkel az aritmetika egyszerűbb és hatékonyabb, mint a római számokkal, Fibonacci beutazta a Mediterráneumot, hogy a kor vezető arab matematikusainál végezzen tanulmányokat. 1200 körül tért haza utazásaiból. 1202-ben, 32 éves korában adta ki az általa tanultakat Liber Abaci címmel (Az abakusz könyve, avagy „Könyv a számtanról”), az „abakusz” szót aritmetikai értelemben használva és ezáltal bemutatta a hindu–arab számírást Európában. A könyv egyértelmű újdonsága az új számírás, a helyi értékes írásmód elve: „Van tíz hindu jel: 9, 8, 7, 6, 5, 4, 3, 2, 1, 0. Ezen jelek segítségével bármilyen számot fel lehet írni, amit csak akarunk.” A 459 nyomtatott oldalt tartalmazó könyvének csak az 1228-as kéziratmásolata maradt fenn.
Leonardo szívesen látott vendég volt II. Frigyes német-római császár udvarában, aki kedvelte a matematikát és a tudományokat. 1240-ben a Pisai Köztársaság kitüntette Leonardót, és rendszeres fizetést adott neki.
A 19. században szobrot állítottak neki Pisában, ami jelenleg a Camposantóban van, a Piazza dei Miracolin található történelmi sírkertben.

## Liber Abaci

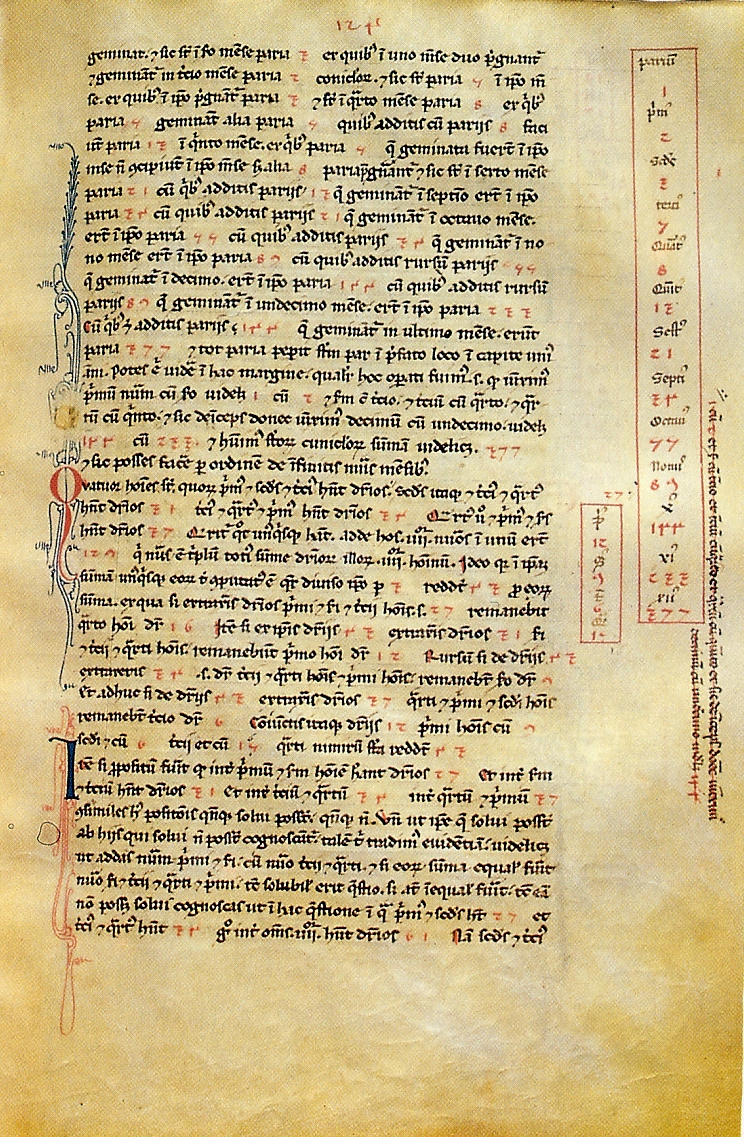
A Liber Abacci fennmaradt kézirata, Biblioteca Nazionale di Firenze

A Liber Abaciban (1202) Fibonacci bemutatja az úgynevezett modus Indorumot (az indiaiak módszerét), amit ma hindu-arab számrendszernek nevezünk. (Sigler 2003; Grimm 1973). A könyv bemutatta a számjegyeket 0-tól 9-ig, valamint a helyi érték fogalmát. A könyv bemutatta az új számrendszer gyakorlati jelentőségét a lattice multiplication („háló-szorzás”) és az egyiptomi törtek használatát, alkalmazva mindezt a könyvelésben, súlyok és mértékegységek átváltásában, tőkekalkulációkban, pénzváltásban és más felhasználási területeken. A könyvet jól fogadták, és hamarosan sikeres lett. Mindazonáltal a tizedes számok használata csak később vált elterjedtté. A Liber Abacci példaként bemutatta egy nyúltenyészet elméleti növekedési görbéjét ideális körülményeket feltételezve. Ennek a problémának a megoldását később generációkon át Fibonacci-számokként említették.

## A Fibonacci-sorozat
A Fibonacci-számsorozat első két eleme 0 és 1, és minden további elem az azt megelőző két szám összege. Így tehát a számsorozat: 0, 1, 1, 2, 3, 5, 8, 13, 21, 34, 55, 89, 144, 233 stb. Minél későbbi tagjait vesszük a sorozatnak, két egymást követő szám aránya annál inkább az aranymetszéshez fog közelíteni (ami megközelítőleg 1,618 vagy 0,618)
A számsor már a 6. században ismert volt indiai matematikusok által (például Gopala (1135 előtt) és Hemacsandra (1150 körül) említették az 1, 2, 3, 5, 8, 13, 21,... számsorozatot), de csak Fibonacci Liber Abacciját követően vált közismertté Európában.

## Híres művei
- Liber Abaci, 1202
- Practica Geometriae, 1220
- Flos, 1225
- Liber quadratorum
- Di minor guisa (nem maradt fenn)
- Kommentárok Euklidész Elemeinek X. könyvéhez (nem maradt fenn)

## A köztudatban
- Fibonacci nevét felvette egy Los Angeles-i rock együttes, a The Fibonaccis, akik 1982–87 között rögzítették felvételeiket.
- Ken Nordine 2001-ben rögzítette Fibonacci numbers című jazzszámát, amely Fibonacci életéről és munkájáról szól.
- Fibonaccit és a számsorozatát felhasználva nyitható egy cryptex (kóddal nyitható tároló) A da Vinci-kód című Dan Brown-regényben, illetve az ennek nyomán készült filmben. A regény elején a Fibonacci-sorozat a széfkulcs rejtekhelyének kódolását-dekódolását tette lehetővé.
- Fibonacci szerepel Thea Beckman Keresztes hadjárat farmerban című ifjúsági regényében is.
- A Fibonacci-sorozat sok esetben kulcsfontosságú szerephez jut olyan kultfilmekben, mint például a Pi: Faith in Chaos.
- A sorozat előfordul a Tool zenekar "Lateralus" c. számában is.
- A Fibonacci-sorozat egyik jellemzője lehet a piaci ármozgásoknak a hozzáértők számára.